# 北冰洋
北冰洋（英語：Arctic Ocean）又稱北極海（Arctic Sea）、北大洋或北極洋，位於北極圈內，大致以北極點為中心。北冰洋是世界五大洋中最小最淺的。面積1405.6萬平方公里，約占世界大洋面積的3.6%。平均深度1200-1300米，為世界大洋平均深度的三分之一。最深處為南森海盆，深度為5450米。
國際海道測量組織將北冰洋視為洋，不過一些海洋學家稱之為「北極陸間海」或是「北極海」，分類為陸間海或是大西洋的河口灣。
北冰洋有巴倫支海、波弗特海、楚克奇海、東西伯利亞海、格陵蘭海、哈得遜灣、哈得遜海峽、喀拉海、拉普捷夫海、白海和巴芬灣等边缘海和陆间海。
洋面上有長年不化的冰層，占北冰洋面積的三分之二，厚度多在2－4米左右。中央的海冰已持續存在300萬年，是永久性的海冰。水溫大部分時間在0℃以下。當海水向南流進大西洋時，瓦解的冰山就隨之流入大西洋，給航運帶來威脅。1912年4月15日，鐵達尼號客輪就是撞到漂流冰山而沉沒的。
北冰洋島嶼很多，数目僅次於太平洋，面積達400萬平方公里。主要島嶼有格陵蘭島、斯瓦尔巴群岛、北极群岛等。

## 历史
在欧洲历史上相当长的一个时期，北极地区大部分都是未探明的，那里的地理情况也都是依据推测。公元前325年，来自马赛的皮西亞斯曾经记录过向北前往他所称的“图勒”的地方的一次旅行，在那里太阳每天仅仅落下3个小时，水被一种冻结的物质所取代，“在其中，人既不能行走也不能航行”。他说描述的零散的海冰，可能是现今所知的“极小冰山”或“较小冰山”。他的“图勒”可能是挪威，也有可能是法罗群岛或设德兰群岛。

伊曼纽尔·鲍恩的1780年的北极地图，其中将北冰洋标为“北海”。

早期的地图学家不是很确定是否应该将北极区域画为陆地（比如约翰内斯·鲁伊希的1507年地图，或杰拉杜斯·麦卡托的1595年地图）还是水域（比如马丁·瓦尔德泽米勒的1507年世界地图）。欧洲商人热切的渴望有一条到达“契丹”（即中国）的北方通道，使得地图在北极区域多画为水域。到了1723年，制图家们（比如约翰·霍曼）将地图的北面边缘标为广闊的海洋。
在这一时期，极少数深入北极圈的探险仅仅发现了几个小岛，比如新地岛（11世纪）和斯匹次卑尔根岛（1596年）。即使这些岛被浮冰所包围，但他们的北面边界仍不是很清楚。航海图制作者通常比那些充满幻想的地图学家更保守些，他们倾向于将这个区域留作空白，仅仅勾勒出断断续续的已知海岸线。直到1933年，最後一片被探索的北極島嶼——北地群島被納入蘇聯版圖。
缺乏对漂浮冰垒的北面的了解使得猜测很多。在英国以及其他一些欧洲国家，有关“开放的极地海洋”的传说一直流传。长时间担任过英国海军部二秘的约翰·巴洛在1818至1845年间一直在促进探险活动以搜寻这一海洋。
2006年9月20日，歐洲環境衛星發回的圖片顯示，歐洲北部至北冰洋一帶的永凍冰正在以前所未有的速度鬆動融化。
2012年8月27日，美國國家冰雪數據中心顯示在8月26日的衛星觀測，北冰洋的海冰面積已經縮減至只有410萬平方公里，北冰洋夏季的海冰量已減少超過百分之四十。美國太空總署科學家科米索（Joey Comiso）表示，2012年北極的夏天氣溫未見出現不尋常高溫，北冰洋夏季的溶冰量更令人驚訝。冰雪數據研究中心指出，此現象是長期氣候暖化的強烈信號，不少科學家均預測2020年至2030年可能會出現夏季北冰洋徹底無冰的情况。

## 自然地理

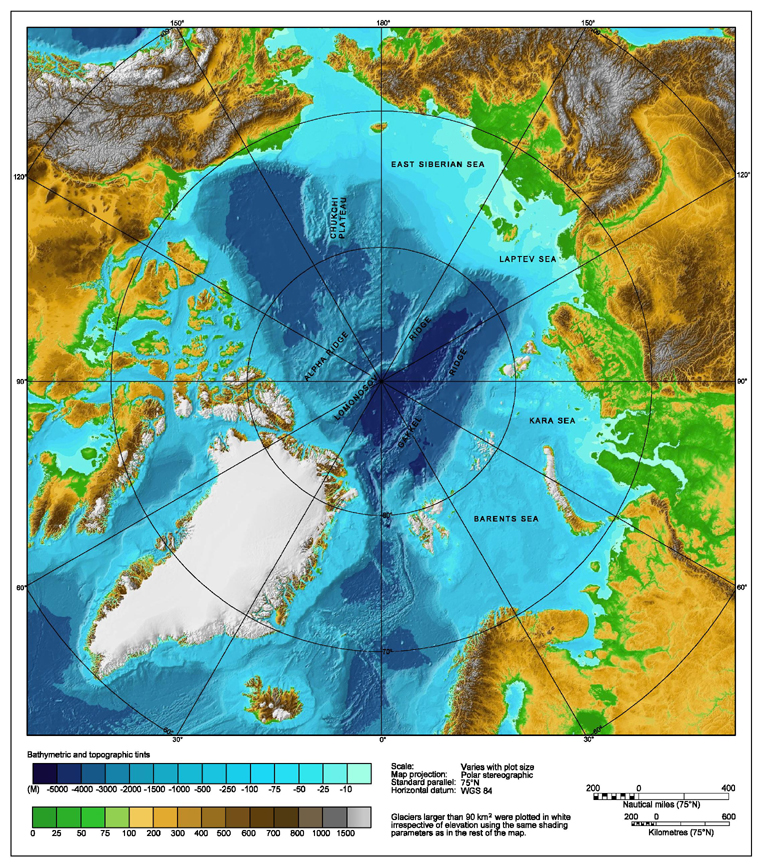
北冰洋海底地形

北冰洋周边国家

北冰洋形状似椭圆形，沿着短轴方向，有一系列长条形的海岭；主要有三条：
- 罗蒙诺索夫海岭：大约从新西伯利亚群岛穿过北极，至格陵兰岛北岸，岭脊距海面1000～2000米。
- 阿尔法海岭（门捷列夫海岭）：从亚洲一侧的弗兰格尔岛至格陵兰岛一侧的埃尔斯米尔岛附近，与罗蒙诺索夫海岭汇合。
- 北冰洋中脊：位于罗蒙诺索夫海岭另一侧，从勒拿河口到格陵兰岛北侧，与穿过冰岛的北大西洋海岭连接；长约2000公里，宽约200公里。

靠亚欧大陆一侧的为欧亚海盆，深约4千米，最深处在斯瓦尔巴群岛以北（北冰洋最深处）；靠北美洲一侧为加拿大海盆。很多海底峡谷分割着北冰洋大陆边缘，最大的斯瓦太亚·安娜峡谷，位于喀拉海北部，长度超过500公里。
北冰洋海底大陆架很广阔，面积约440万平方公里，占北冰洋面积的1/3，深海区在大洋中所占的比例很小。在亚欧大陆以北，大陆架从海岸一直延伸约1000公里，最宽处可达1200多公里；在阿拉斯加以北，大陆架比较窄，只有20多公里。

### 气候
北冰洋处高纬区，得到的太阳辐射少，加上夏季冰雪融化消耗大量热量，所以气温比地球上其他区域低。冬季极夜期长179天，冷月份（1～3月）平均气温约为-40℃，近海区为-30℃，最低温度为-53℃。夏季极昼期长180天，暖月份（7～8月）平均气温在极地附近为0℃，沿岸地区为7℃。
云雾天多是北冰洋夏季典型的天气；疾风很少，月平均风速为4.5米/秒。暴风雪容易发生在边缘地区，尤其在冷暖气团交汇处。
反气旋控制着北极上空，冬天在西伯利亚上空发展为强大的反气旋中心，在西伯利亚和极地反气旋之间，形成了由西向东延伸的低压槽，把从大西洋的暖湿空气带到北冰洋；同时大西洋暖流的延伸，北极的寒冷气候有所缓和；所以北半球的冷源不在极地，而在亚洲的维尔霍扬斯克。

## 主要港口
在北冰洋沿岸有許多的港口及港灣。

### 美國
美國的阿拉斯加鄰近北冰洋，主要港口有巴羅（71°17′44″N 156°45′59″W / 71.29556°N 156.76639°W）及普拉德霍湾（70°19′32″N 148°42′41″W / 70.32556°N 148.71139°W）。

### 加拿大
在加拿大船隻會停靠在曼尼托巴的邱吉爾市（邱吉爾港， 58°46′28″N 094°11′37″W / 58.77444°N 94.19361°W），努納福特的努納福特（73°04′08″N 084°32′57″W / 73.06889°N 84.54917°W），西北地区的圖克托亞圖克（69°26′34″N 133°01′52″W / 69.44278°N 133.03111°W）或因紐維克 （68°21′42″N 133°43′50″W / 68.36167°N 133.73056°W）。

### 格陵蘭
格陵蘭的主要港口是努克（努克港，64°10′15″N 051°43′15″W / 64.17083°N 51.72083°W）。

### 挪威
挪威本土中的港口有希尔克内斯（69°43′37″N 030°02′44″E / 69.72694°N 30.04556°E）及瓦爾德 （70°22′14″N 031°06′27″E / 70.37056°N 31.10750°E）。在弗拉姆海峽對面的斯瓦巴群島也有朗伊爾城（78°13′12″N 15°39′00″E / 78.22000°N 15.65000°E）。

### 俄羅斯
俄羅斯在北冰洋的不同海域中也有許多的港口：
- 巴倫支海上的摩爾曼斯克（68°58′N 033°05′E / 68.967°N 33.083°E）。
- 白海上的阿尔汉格尔斯克（64°32′N 040°32′E / 64.533°N 40.533°E）。
- 喀拉海上的拉貝特南吉（66°39′26″N 066°25′06″E / 66.65722°N 66.41833°E）、萨列哈尔德 （66°32′N 066°36′E / 66.533°N 66.600°E）、杜金卡 （69°24′N 086°11′E / 69.400°N 86.183°E）、伊加爾卡（67°28′N 86°35′E / 67.467°N 86.583°E）及迪克森市（英语：Dikson (urban-type settlement)）（73°30′N 080°31′E / 73.500°N 80.517°E）。
- 拉普捷夫海上的季克西（71°38′N 128°52′E / 71.633°N 128.867°E）。
- 东西伯利亚海上的佩韋克（69°42′N 170°17′E / 69.700°N 170.283°E）。

## 生物

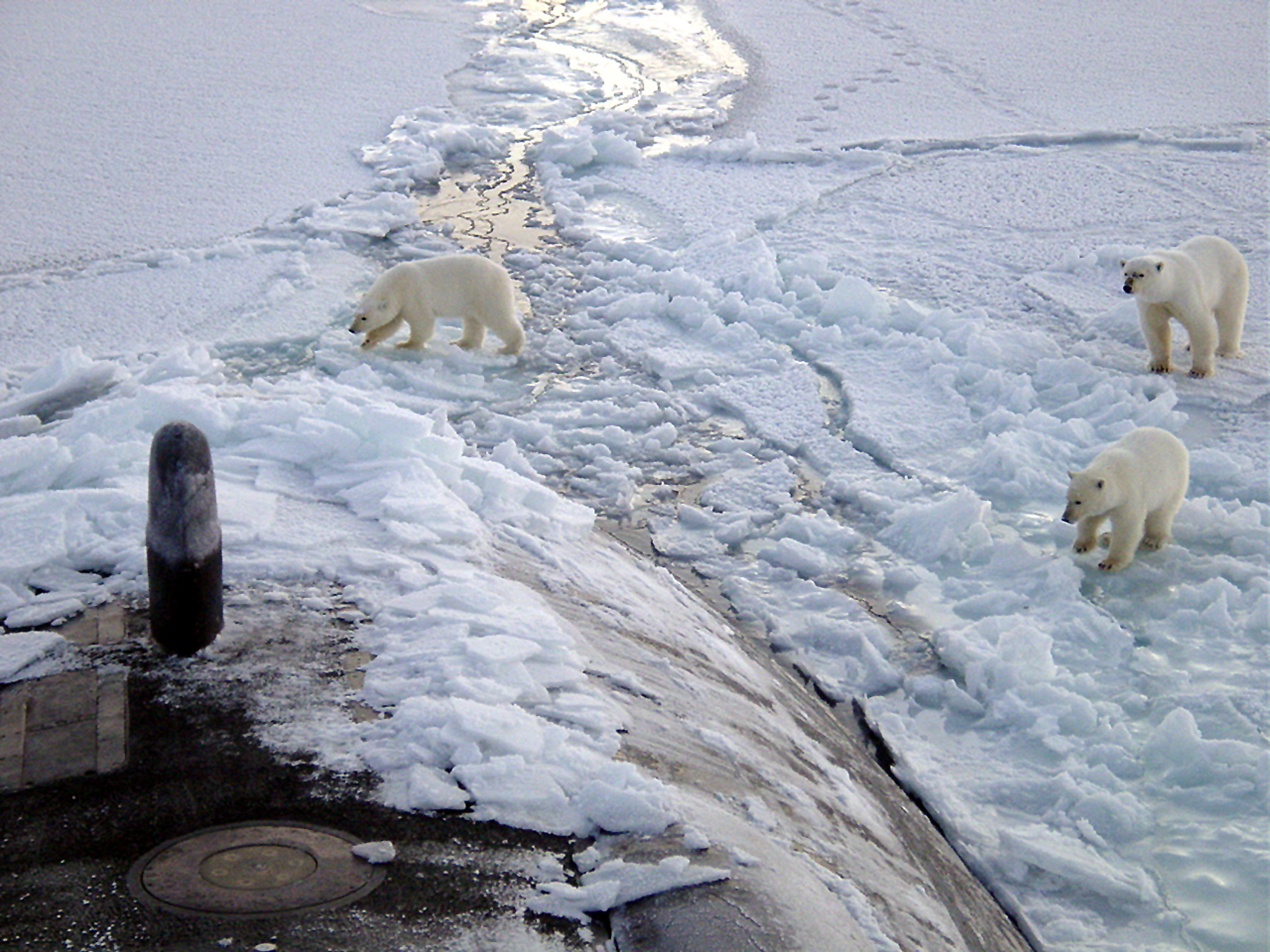
在北極的三隻北極熊靠近美國海軍檀香山號潛水艇

北冰洋的瀕危物種有北極熊及鯨，此地方的生態系很脆弱，變化很慢，因此要從破壞中復原也很緩慢。獅鬃水母在北冰洋水的數量很多，條紋錦鳚是锦鳚科中唯一生存在海中的物種。
北冰洋除了浮游植物以外，其他的植物很少。浮游植物是海洋中重要的一部份，在北冰洋的數量相當多，也提供了河流及太平洋和大西洋上洋流中的養份。在夏天時，白天會持續約半年，因此浮游植物可以長期進行光合作用，可以快速的繁殖，不過在冬天也會有半年沒有陽光，因此浮游植物很難獲取到足夠的陽光。

## 天然資源紛爭
礦藏、天然氣、魚及夏季航道也會出現在北極海。美國、俄國、加拿大、丹麥、挪威均在北極海的不少部份聲稱擁有領土，各國屢就北極控制權發生爭議。但沒有國家可證明其大陸架伸延到北極，國際法規定北極不屬於任何國家。
2007年8月2日俄羅斯北冰洋勘探小組周四乘小型潛艇，將裝有俄羅斯國旗的容器，放到北冰洋底宣示主權。
2007年8月11日加拿大宣稱將會在北極興建兩座軍事設施，以宣示加國在北極的主權。次日，丹麥派遣一支由科學家組成的探險隊前往北極冰層，展開歷時1個月的考察任務，以尋找有關丹麥擁有北極地區主權的證據。

## 環境議題
北冰洋的冰正在漸漸減少，多年來在北極上空的臭氧層也有季節性的破洞。北冰洋冰的減少會使地球的反照率下降，可能在全球暖化上有正回授的效應。研究發現北冰洋在2040年時會完全沒有浮冰，是人類歷史中頭一次出現這樣的情形。
北冰洋溫度的提高會造成大量的融冰水進入北冰洋，也許會破壞全球的溫鹽環流，可能會造成全球氣候的嚴重影響。
若北冰洋浮冰減少及海平面上昇到一定程度，在水域上的氣旋（例如2012年北極海強烈風暴）效應會變大，海水也可能會破壞河岸上的植物（例如馬更些河的三角洲），风暴潮也會更強烈。
其他的環境議題和北冰洋的放射性污染有關，例如俄羅斯卡拉海的放射性廢料及冷戰時在新地岛的核试验等。此外，2012年夏天時殼牌石油計劃在楚科奇海和博福特探戡原油，環境組織為了保護附近居民及野生動物，以及北冰洋的溢油事件提出訴訟。